# Anđeo
Anđeo (mn. anđeli; grč. ἄγγελος „poslanik, vjesnik”, što je prijevod hebr. מלאך malakh "poslanik, vjesnik"; posuđeno i u lat. angelus, eng. angel) je bestjelesno i besmrtno duhovno biće prisutno u mnogim religijama, čija je dužnost služenje Bogu ili bogovima i prenošenje poruka ljudima. Anđeli su vrlo važni u abrahamskim religijama. U teologiji ih proučava angelologija.

## Kršćanstvo
U kršćanstvu, anđeli su duhovna bestjelesna bića, s vlastitom osobnosti i slobodnom voljom. Među svim stvorenim bićima anđeli su najsposobniji i zato najbliži Bogu. Ne pripadaju prostorvremenu, ali po potrebi mogu djelovati u njemu.
Uloga anđela je slavljenje Boga i prenošenje poruka ljudima. Postoji hijerarhija anđela. Jedna skupina anđela nazivaju se arkanđeli, među kojima su najpoznatiji Mihael, Gabriel i Rafael, koji se spominju u Bibliji te Uriel, koji se spominje u apokrifnim spisima. 
U katoličanstvu, anđeli imaju izuzetnu važnost. Papa Benedikt XVI. kaže:[nedostaje izvor]
| „ | Anđele bi morali častiti koliko i Mariju, bez njih se mnogo događaja iz Svetoga pisma ne bi moglo dogoditi. | ” |
|   | |   |

Zli anđeli, koji su se odmetnuli od Boga, nazivaju se đavli, a na čelu im je Sotona.
Kršćani drže da svaki čovjek ima nevidljivog zaštitnika, vlastitog anđela čuvara i vjeruju da oni čuju ljudske molitve i pomažu u borbi s napastima. Posvećene su im različite pobožnosti (molitve, devetnice i sl.).

## Judaizam
Po rabinskom učenju, svijet je naseljen anđelima i ljudima. Uloge anđela su slaviti Boga i služiti mu te prenositi poruke ljudima.

## Islam
U islamu je melek (arap. الملك, al-malak, melek „poslanik”), ime za bezgrešna duhovna bića stvorena od svjetlosti (nur) kako bi služila Alahu, pokoravala mu se i izvršavala njegove naredbe. Njihova je dužnost veličati Boga i izvršavati zadatke koje im je on dao, a odnose se na održavanje svemira, navođenje ljudi na dobro i bilježenje njihovih djela, kažnjavanje nevjernika, nošenje Alahova prijestolja i sl. Najpoznatiji meleki su: Džibril (Gabrijel), Mikail (Mihael), Azrail (Melek smrti) i Israfil (Rafael). Meleci su bezgrešni, ne jedu, ne piju, nisu muškog ni ženskog roda, stvoreni su od svjetla i žive od veličanja Alaha. Njihov broj poznat je samo Alahu. 
Tradicionalist Ibn Madže iz 9. stoljeća kaže o melecima:[nedostaje izvor]

Vjeruje se da su meleci od jednostavne supstance (stvoreni od svjetla), nadahnuti životom, govorom i razumom, a razlika između njih, džina i šejtana jest u vrsti. Znaj da su meleci čisti od žudnje i ometanja bijesa. Nikad nisu neposlušni Bogu u onom što im naredi, i rade ono što im se naredi. Hrana im je veličanje Njegove slave, piće im je objavljivanje Njegove svetosti; razgovor, zajedničko sjećanje na Boga, neka je uzvišeno Njegovo ime; njihovo zadovoljstvo jest Njegovo obožavanje. Stvoreni su u različitim oblicima s različitim sposobnostima.  

## Vanjske poveznice
|  | Zajednički poslužitelj ima još gradiva o temi anđeli |
|  | Wikizvor ima izvorni tekst Anđele Božji              |

- Duhovna skrb: Anđeli psihijatrija.com  Arhivirana inačica izvorne stranice od 30. listopada 2009. (Wayback Machine)
- Duhovnost: Anđeli zupa-svkriz.hr  Arhivirana inačica izvorne stranice od 2. rujna 2010. (Wayback Machine)
- Veronika Vere (Nada Landeka): Anđeli za svaki dan
- Postoji li anđeo smrti?